# Лица, деревни
Лица, деревни (фр. Visages, villages) — французский документальный фильм 2017 года, поставленный режиссёром Аньес Варда и художником-фотографом JR. Лента участвовала во внеконкурсной программе 70-го Каннского международного кинофестиваля (2017) и была отмечена призом «Золотой глаз».

## Сюжет
Фильм представляет собой путешествие по французским окрестностям, сопровождающееся рассказом о красоте окружающего мира и наполненное неожиданными встречами, в том числе самих авторов фильма — режиссёра Аньес Варда и фотографа JR.